# Yochelcionella
Yochelcionella is een geslacht van uitgestorven basale weekdieren dat leefde tijdens het Tommotiaanse tijdperk, het eerste tijdperk van het Cambrium. Dit geslacht wordt vaak gereconstrueerd als lijkend op slakken. Yochelcionella is het typegeslacht van de familie Yochelcionellidae.

## Kenmerken
Dit geslacht van weekdieren bezat schelpen die de vorm hadden van gebogen doppen, met een pijpvormige 'snorkel' die daaronder uitsteekt waar de top (punt van de schelp) over heen buigt. Er wordt aangenomen dat de 'snorkel' werd gebruikt bij het ademen, waardoor afvalwater uit de kieuwen kon stromen.

## Taxonomie
Toen het voor het eerst werd ontdekt, werd het oorspronkelijk beschouwd als een lid van de Monoplacophora. Hun 'snorkel' kan een evolutie in de richting van een buisvormige schelp vertegenwoordigen, zoals te zien is bij de moderne Scaphopoda. Het is ook geïnterpreteerd als een voorloper van de cephalopoda-trechter of siphunkel. De taxonomie van de Gastropoda door Bouchet & Rocroi in 2005 categoriseert Yochelcionella binnen de familie Yochelcionellidae, binnen de superfamilie Yochelcionelloidea, binnen de Paleozoïsche weekdieren van onzekere positie en binnen de Mollusca (Gastropoda of Monoplacophora). P. Yu. Parkhae plaatste het in 2005 in de Helcionelloida.

## Soorten
- Y. americana Runnegar & Pojeta, 1980
- Y. angustiplicata
- Y. chinensis Pei, 1985
- Y. crassa Zhegallo in Esakova et Zhegallo, 1996
- Y. cyrano Runnegar & Pojeta 1974 typesoort.  De typelocatie is ANU Collection 10352, zestien km ten noordoosten van Mootwingee Aboriginal vindplaats, die zich bevindt in een Solvan-carbonaatkalksteen in de Coonigan-formatie van Australië.
- Y. daleki
- Y. erecta (Walcott, 1891)
- Y. gracilis Atkins & Peel, 2004
- Y. greenlandica Atkins & Peel, 2004
- Y. ostentata
- Y. saginata Vendrasco et al., 2010
- Y snorkorum Vendrasco et al., 2010